# Атхатай
Атхата́й (бур. Адхаатай) — посёлок в Заиграевском районе Бурятии. Входит в сельское поселение «Старо-Брянское».

## География
Расположен в 8 км к юго-западу от центра сельского поселения, села Старая Брянь, на правом берегу речки Большой Атхатай, в полукилометре от места её впадения в Кокытей (левый приток Брянки).

## История
В 1955 году был основан посёлок Кокэтэй, в двух километрах от него в 1956 году был основан Атхатай. Оба рабочих посёлка входили в один Кокэтэйский леспромхоз с центром в Атхатае. В каждом посёлке было свое общежитие. Население составляло около трёх тысяч человек. Позже Кокэтэй вошел в состав Атхатая.
В леспромхозе первоначально производилась валка и раскряжевка леса, позже началось шпалопиление. Первое время вывозка леса производилась газгенами, затем стали вывозить на машинах.
В 1957 году началась прокладка железной дороги.
В посёлке были открыты электростанция, бензозаправка, школа, медпункт, магазин.
С 1994 года начался постепенный развал леспромхоза и в настоящее время он полностью закрыт. Работать с лесом остались только частные предприятия. Закрылась школа.

## Население
| 2002 | 2010 |
| ---- | ---- |
| 267  | ↘224 |